# Бука. Моё любимое чудище
«Бука. Моё любимое чудище» — российский полнометражный анимационный фильм студии «Сказка» и кинокомпании СТВ. Главные роли в картине озвучили Любовь Аксёнова и Алексей Чумаков. Выход фильма в широкий прокат состоялся 28 апреля 2022 года.

## Сюжет
Скандал в царском семействе: своенравная принцесса Варвара сбежала из дворца и отправилась через лес на поиски прекрасного принца. Однако вместо заветной встречи с возлюбленным её берет в плен Бука – самый опасный разбойник королевства. Но очень быстро становится понятно, что бойкая принцесса готова превратить жизнь Буки в кошмар, лишь бы дойти до своей цели. Так неугомонная Варвара принимается наводить в лесу свои порядки.

## Роли озвучивали
| Актёр                                     | Роль                                                 |
| ----------------------------------------- | ---------------------------------------------------- |
| Любовь Аксёнова Виолетта Вольская (вокал) | принцесса Варвара                                    |
| Алексей Чумаков                           | Бука                                                 |
| Тимур Родригез                            | Заяц                                                 |
| Прохор Чеховской                          | почтальон Шишек                                      |
| Максим Волков                             | царь Елисей / няньки                                 |
| Алёна Долецкая                            | принцесса Эдвардина                                  |
| Владислав Копп                            | робот Степан / второстепенные персонажи              |
| Диомид Виноградов                         | Эрик / второстепенные персонажи                      |
| Пётр Иващенко                             | Василий / начальник почты / второстепенные персонажи |

## Маркетинг
Трейлер фильма был опубликован в интернете в марте 2022 года.

## Прокат
Изначально дистрибьютором должна была быть компания Sony Pictures Releasing. Но позже, компания прекратила свой бизнес в России. Затем стало известно, что дистрибьютором мультфильма стала компания «Вольга».
В России и СНГ анимационный фильм «Бука. Моё любимое чудище» вышел в прокат 28 апреля. Известно, что права на картину приобрели в 97 странах, включая Германию, США и Францию. Ленту на зарубежном рынке покажут под названием «My Sweet Monster»
А уже 9 июня мультфильм вышел в онлайн-кинотеатре «Кинопоиск», а также на видеосервисе «Premier».

## Критика
«Критиканство» поставил мультфильму 77 баллов из 100 на основе 4 рецензий. Максим Клейн, писавший свою рецензию для film.ru хвалил мультфильм за то, что он является очередным переосмыслением русских былин, за главного героя Буку, который показывает себя как друга, а не как монстра и за высмеивания очередной сказки про принцессу, ищущего принца.